# 福岡県道766号橋本辻町線
福岡県道766号橋本辻町線（ふくおかけんどう766ごう はしもとつじまちせん）は、福岡県柳川市を通る一般県道である。

## 概要
柳川市橋本町から柳川市鍛冶屋町に至る。有明海の干拓地と柳川城跡の城下町地区を結ぶ路線。
柳川市下宮永町から辻町交差点までの旧道沿いに市役所、裁判所、銀行、学校などが並ぶ。現道にも消防署、郵便局、学校などがある。市街地区間は路線バスとして、現道を西鉄バス、旧道を堀川バスが通っている。

### 路線データ
- 起点：福岡県柳川市橋本町
- 終点：福岡県柳川市鍛冶屋町（鍛冶屋町交差点、福岡県道702号柳川城島線交点、福岡県道770号枝光今古賀線バイパス上）

## 路線状況

### 重複区間
- 福岡県道・佐賀県道18号大牟田川副線（柳川市大浜町 地内）
- 福岡県道770号枝光今古賀線バイパス（柳川市城南町・城南町交差点 - 柳川市鍛冶屋町、鍛冶屋町交差点（終点））

### 道路施設

#### 橋梁
- 第二号橋（柳川市）
- 橋本橋（柳川市）
- 中ノ切橋（柳川市）
- 中開橋（柳川市）
- 志賀橋（柳川市）
- 御堀橋（柳川市）
- 城戸橋（柳川市）
- 山王橋（柳川市）
- 玉子井橋（柳川市）
- 延命橋（柳川市）

## 地理

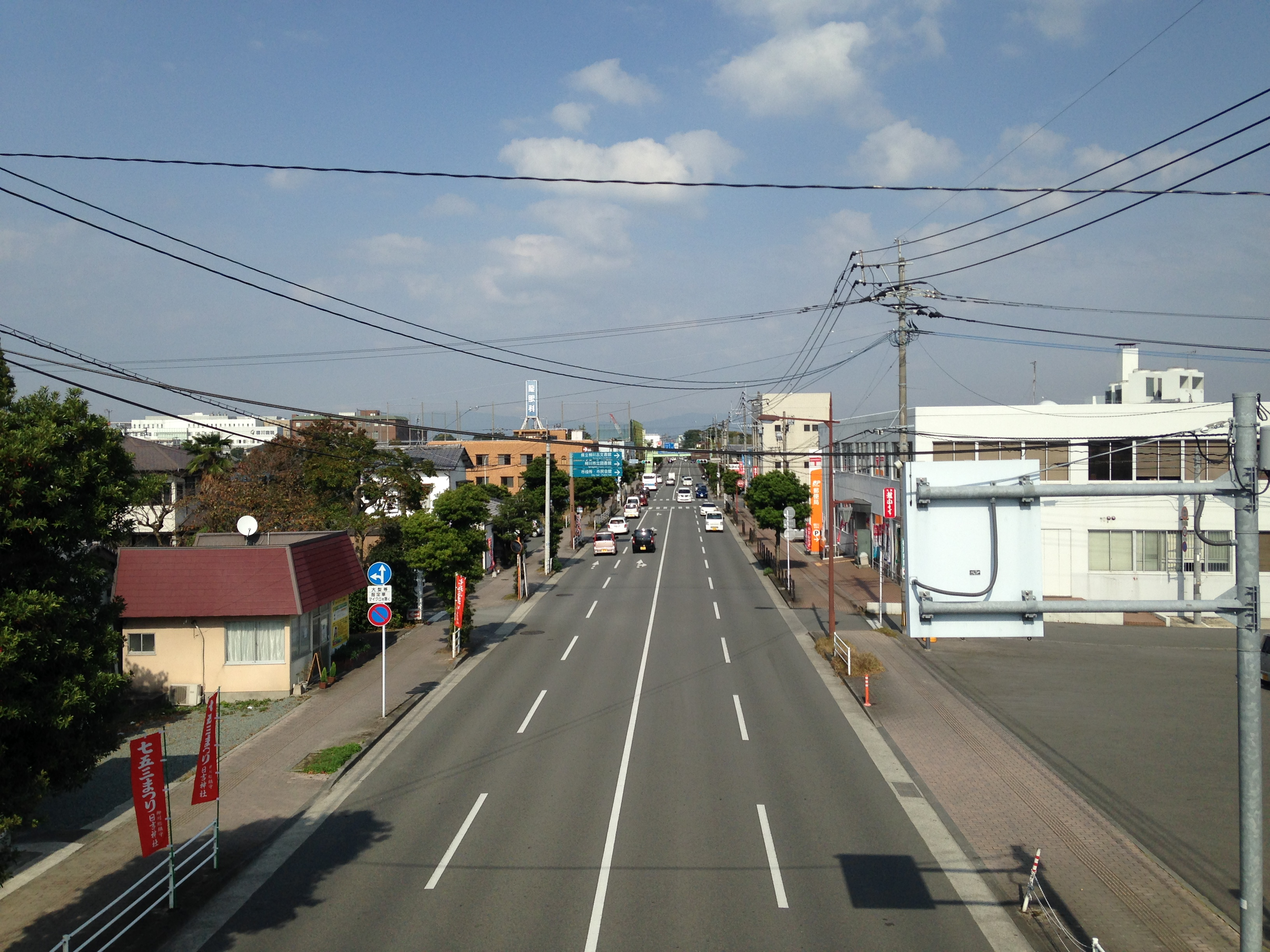
山王歩道橋から望む福岡県道766号橋本辻町線。奥は鍛冶屋町交差点方面、右側に柳川郵便局

### 通過する自治体
- 柳川市

### 交差する道路
| 交差する道路                                                                  | 交差する場所 | 交差する場所          |
| ----------------------------------------------------------------------------- | ------------ | --------------------- |
| 福岡県道・佐賀県道18号大牟田川副線 重複区間起点                               | 大浜町       | [ 注釈 1 ]            |
| 福岡県道・佐賀県道18号大牟田川副線 重複区間起点                               | 大浜町       |                       |
| 福岡県道・佐賀県道18号大牟田川副線 重複区間終点                               | 大浜町       | 中ノ切交差点          |
| 福岡県道714号高田柳川線                                                       | 上宮永町     | 上宮永交差点          |
| 福岡県道767号本町新田大川線 福岡県道770号枝光今古賀線 / バイパス 重複区間起点 | 城南町       | 城南町交差点          |
| 福岡県道702号柳川城島線 福岡県道770号枝光今古賀線 / バイパス 重複区間終点     | 鍛冶屋町     | 鍛冶屋町交差点 / 終点 |

### 沿線
- 現道
  - 有明海
  - 柳川市学童農園むつごろうランド
  - かんぽの宿柳川
  - 柳川高等学校
  - 柳川市消防署
  - 柳川市立柳城中学校
  - 日吉神社
  - 柳川郵便局
  - 柳川市民会館
- 旧道沿い
  - 杉森高等学校
  - 柳川市立城内小学校
  - 柳川市役所
  - 福岡法務局柳川支局
  - 福岡地方検察庁柳川支部
  - 福岡地方裁判所柳川支部
  - 福岡県立伝習館高等学校